# Gypona sagitta
Gypona sagitta är en insektsart som beskrevs av Delong och Hermann Julius Kolbe 1975. Gypona sagitta ingår i släktet Gypona och familjen dvärgstritar. Inga underarter finns listade i Catalogue of Life.